# Rückenwind
Rückenwind è un film del 2009 diretto da Jan Krüger.

## Trama
Johann e Robin sono una giovane coppia gay che decide di andare in campeggio nei boschi del Brandeburgo. Lungo la strada avranno modo di conoscere in una fattoria una donna e il suo figlio adolescente.